# Europejska Konfederacja Pétanque
Europejska Konfederacja Pétanque, CEP (fr.Confédération Européenne de Pétanque) - związek sportowy powstały w styczniu 1999 roku w Strasburgu. W skład Europejskiej Konfederacji Pétanque wchodzi 37 federacji, w tym Polska Federacja Petanque.

## Historia[2]
Związek powstał dzięki staraniom Karstena Köhlera, Flemminga Jensina oraz zainteresowaniu Francuskiej Federacji Pétanque.
Celem powstania Europejskiej Konfederacji Pétanque, było przede wszystkim możliwość organizacji turniejów rangi Mistrzostw Europy Juniorów i Kobiet.
Pierwszym prezesem federacji został, Karsten Köhler z Niemiec, który kadencję objął w latach 1999-2001. W latach 2001–2004 funkcję tę pełnił Gerard Schneider z Luksemburgu. Aktualnym przewodniczącym jest Flemming Jensin z Danii, który piastuje tę funkcję od 2004 roku.

## Komitet Wykonawczy[3]
Komitet wykonawczy CEPu składa się z 11 osób, które należą do Federacji poszczególnych państw:
- Prezes - Flemming Jensin
- Viceprezes - Mike Pegg
- Sekretarz Generalny - Loek van Tiggelen
- Skarbnik - Klaus Eschbach

oraz:
Fabio Ballauco, Joseph Cantarelli, Bruno Fernandez, Patrice Haulotte, Barnabás Novák, Ljubo Zivkovic, Ingela Eriksson
Ich rola polega zarówno na komunikacji marketingowej jak i technicznej.

## Mistrzostwa
CEP nadzoruje organizację wszystkich zawodów rangi Mistrzostw Europy, także Klubowe Mistrzostwa Europy w petanque, choć Federacja powstała później niż rozgrywane od 1997 roku Mistrzostwa. Po upływie roku udało się zorganizować pierwsze Mistrzostwa Europy Kobiet, a rok później Pierwsze Oficjalne Mistrzostwa Juniorów.
W 2005 podczas Mistrzostw Europy kobiet w Danii, zarząd CEPu przedstawił plan organizacji nowego mistrzowskiego turnieju. Chodziło o turniej dla młodzieży w wieku 18-22 lat, którym miał zapewnić możliwość kontynuacji w grach o najwyższe cele. Pomysł zainteresował większość federacji i tak w 2007 zorganizowane zostały pierwsze Młodzieżowe Mistrzostwa Europy, zarówno dla kobiet jak i mężczyzn.
Młodzieżowe Mistrzostwa Europy nie były ostatnią inicjatywą stworzoną przez CEP, albowiem w  2009 roku również po rozmowach członkowskich CEPu, zarząd wprowadził Pierwsze Mistrzostwa Europy Seniorów, które odbyły się w Nicei, Francja (2009).